# Зонов, Владимир Петрович
Владимир Петрович Зонов (25 декабря 1938, д. Мало-Зоново, Новосибирская область — 28 апреля 2008) — советский и российский архитектор, заслуженный архитектор РСФСР.

## Биография
Родился 25 декабря 1938 года в деревне Мало-Зоново Михайловского района Новосибирской области. Из семьи рабочих.
Выпускник архитектурного факультета Новосибирского инженерно-строительного института (1963).
Сотрудник проектных организаций в Иркутске (1963—1970) и Свердловске (1970—1977). В 1977 году устроился в СибЗНИИЭП, где был начальником АПМ-2 и главным инженером института. С 1983 года занимал должность директора института «Новосибирскгражданпроект» (гендиректор с 1999 года).
Член Союза архитекторов России. Профессор НГАСУ. С 1984 по 1992 год — депутат в Новосибирском горсовете.
Умер 28 апреля 2008 года. Похоронен на Заельцовском кладбище Новосибирска.

## Основные работы
Здания НИИхиммаша, проектных организаций и других объектов в Иркутске; Вычислительный центр на улице Мамина-Сибиряка и 700-местная гостиница по улице Свердлова в Екатеринбурге; профилакторий в Ревде и пр.
В Новосибирске занимался проектами застройки в центре города, жилых зданий по Красному проспекту, улицам Ломоносова, Фрунзе, Обской и Ленинградской. В составе авторского коллектива участвовал в типовых проектах школ, детских учреждений, жилых зданий, объектов обслуживания. Вместе с Тэжэбровым спроектировал торгово-выставочный центр для легковых автомобилей на Большевистской улице.